# Oligonychus orthius
Oligonychus orthius är en spindeldjursart som beskrevs av Rimando 1962. Oligonychus orthius ingår i släktet Oligonychus och familjen Tetranychidae. Inga underarter finns listade i Catalogue of Life.